# 김효기 (2003년)
김효기(2003년 7월 4일~)은 대한민국의 축구 선수로, 연천 FC에서 뛰고 있다.

## 어린 시절
서울대동초등학교와 목동중학교에서 축구를 배웠으며, 스페인에서 열린 국제대회에 참가했다가 비야레알로부터 입단 제안을 받았다.2015년에 비야레알에 입단했지만 국제축구연맹 규정으로 18세 전까지 정식 등록이 불가능했기에 훈련은 비야레알에서 하고 경기는 비야레알의 위성구단에서 뛰었다.